# Italiaanse Huis

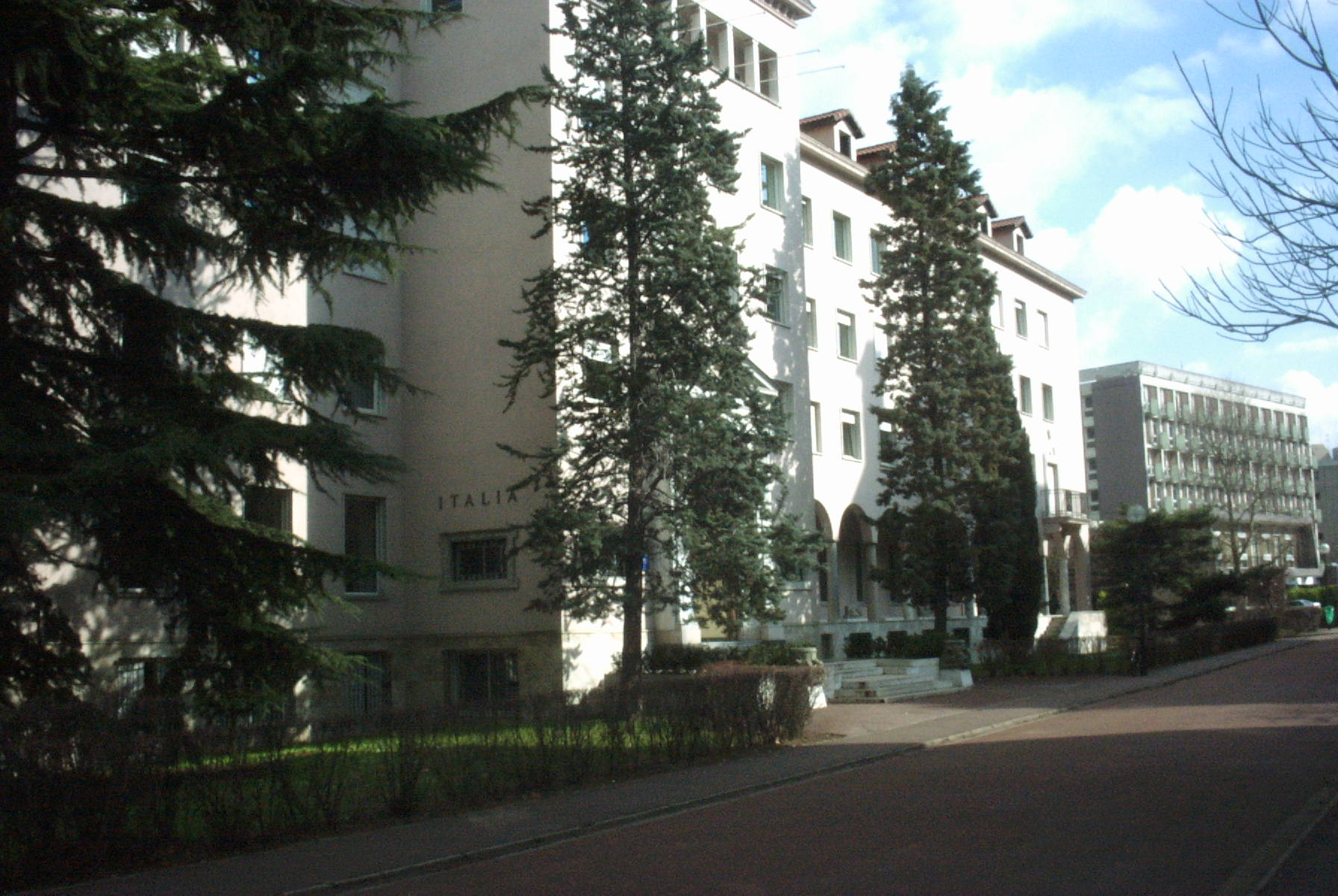
Het Italiaanse huis, Parijs

Het Italiaanse huis is een van de laatste toevoegingen aan het cité universitaire, een groot complex in het 14e arrondissement in Parijs. Het is gebouwd in 1954.